# روان ريتشاردز
روان ريتشاردز (بالإنجليزية: Rowan Richards)‏ (8 يوليو 1984 في جنوب أفريقيا - ) هو لاعب كريكت جنوب أفريقي.

## وصلات خارجية
- روان ريتشاردز على موقع إي آس بي آن كريك إنفو (الإنجليزية)